# Визначні пам'ятки Лурда
43°05′51″ пн. ш. 0°03′27″ зх. д. / 43.09748° пн. ш. 0.05752° зх. д.

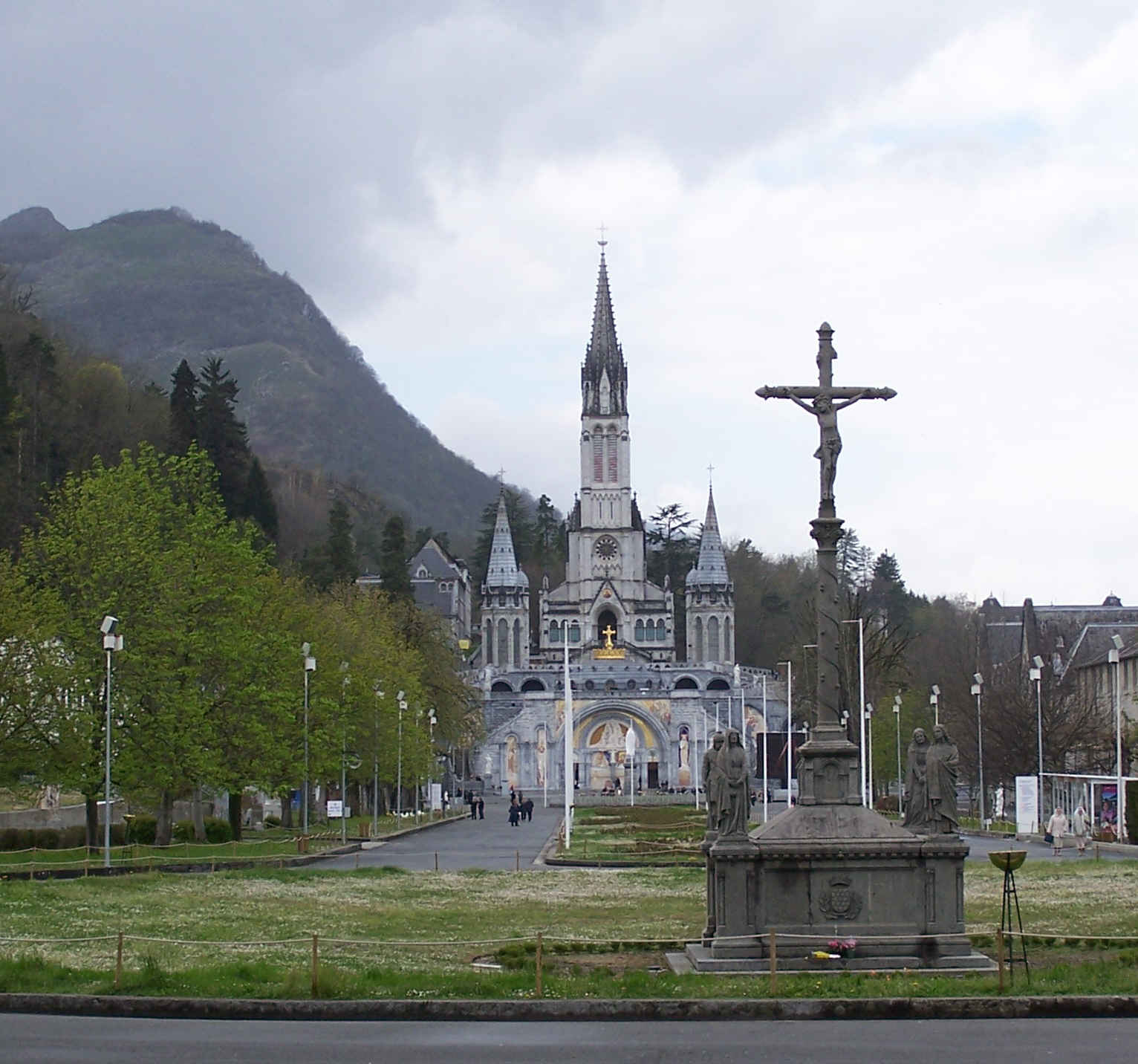
Санктуарій Пресвятої Богородиці

Більшість визначних пам'яток Лурда розташовані на території Санктуарію Пресвятої Богородиці, також відомого як Домен — території довкола печери Массабіель.
Ця територія перебуває у власності Римо-католицької церкви. Санктуарій Пресвятої Богородиці має у своєму складі власне печеру Массабіель (Грот), поруч із яким розташовані крани з лурдською водою, офіси Лурдського медичного бюро, а також понад два десятки церков і базилік. Площа Санктуарію становить 51 гектар.
Окрім пам'яток, розміщених на територію Санктуарію, серед прочан дуже популярні Церква Успіння Пресвятої Богородиці УГКЦ, родинний будинок Бернадетти та замок Биу.

## План

План-схема Санктуарію Пресвятої Богородиці

## Опис

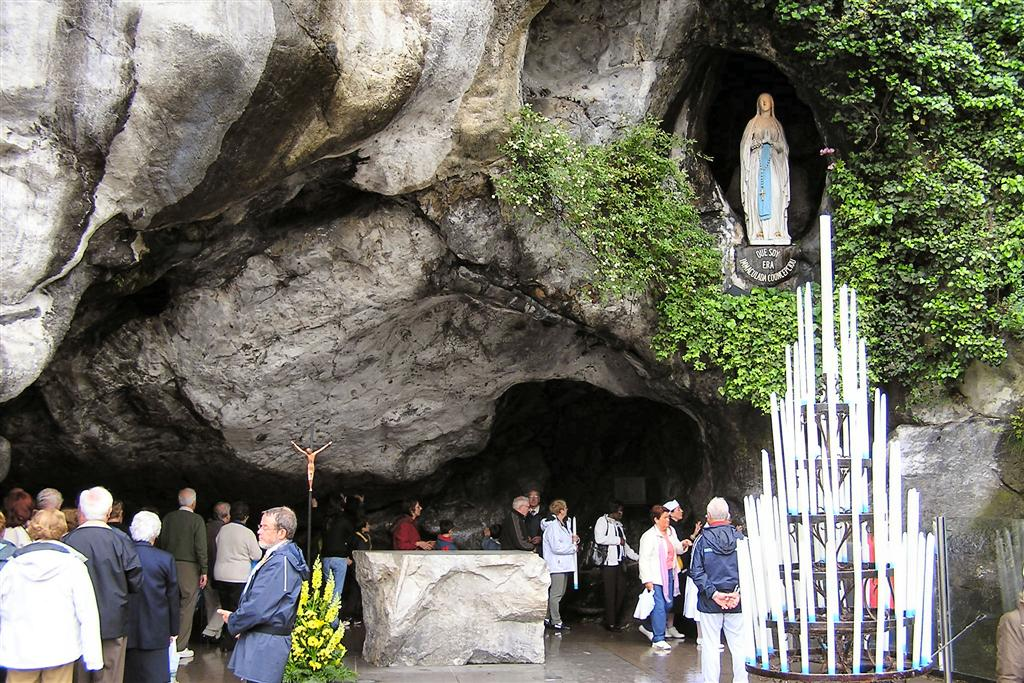
Печера Массабіель (Грот)

### Печера Массабіель
Печера Массабіель (також знана як Грот) є місцем, де у 1858 році відбулося об'явлення Пресвятої Богородиці. Відтоді, як до Лурду почали прибувати перші прочани, Печера Массабіель є найнамоленішим місцем Лурда. Саме біля печери найбільше людей отримали зцілення.
Перед заглибленням, яке розташоване вгорі печери з правого боку, у теперішній час розміщена фігура Богородиці. Під фігурою міститься напис: «Я є Непорочне Зачаття». Зліва, внизу в печері, знаходиться джерело, яке розчистила Бернадетта, але тепер воно обкладене каменем і закрите зверху склом, а вода протікає під кам'яним настилом у резервуари.
Перед печерою знаходиться майдан, огороджений та викладений плиткою, більша частина якого заставлена лавками. Внизу, перед фігурою Богородиці, розміщено престол, на якому регулярно вирушають меси, молебни та інші відправи. З обох боків престолу розміщені свічки на пірамідоподібних підставках-підсвічниках.

### Крипта
Крипта є найпершою спорудою у комплексі Лурдських святинь. Вона розташована між Верхньою Базилікою Непорочного Зачаття та Нижньою Базилікою Святої Вервиці, в скелі над печерою Массабіель, ніби в самому серці гори.
Крипту почали будувати у 1863 році під керівництвом архітектора Г. Дюранда. Освячення крипти відбулося в травні 1866 року Єпископом тарбським Лауренсом у присутності самої Бернадетти Субіру. Над вхідними дверима знаходиться медальйон із зображенням Папи Пія Х. Споруда складається з трьох нефів, склепіння підтримують 28 колон з мармуру. Головний вівтар присвячений Матері Божій, сучасний вигляд отримав після відновлення у 1973 році. В центрі у ньому знаходиться постать Пресвятої Богородиці з Ісусом Христом на руках, автором якої є скульптор Йосип Фабіш (1868 р.). Від фігури в усіх напрямках розходяться золоті промені. Недалеко від входу в Крипту, з правого боку, знаходиться фігура благословляючого Апостола Петра, що сидить, копія фігури з Базиліки Святого Петра у Ватикані.

### Базиліка Непорочного Зачаття

Інтер'єр Базиліки Непорочного Зачаття

Верхня Базиліка Непорочного Зачаття знаходиться над Криптою. Базиліка є творінням архітектора Г. Дюранда. Будівельні роботи проводилися в комплексі з побудовою Крипти. Споруда збудована у готичному стилі, її висота становить 70 м, але оскільки вона знаходиться на горі, то виглядає набагато вищою.
Всередині храм є однонефним, освітленим дев'ятнадцятьма високими вікнами з вітражами, на яких зображено історію життя Матері Божої. З лівого та правого боків храму неф з'єднаний з десятьма прибудованими каплицями. Вітражі на їх вікнах відтворюють історію Об'явлень Пресвятої Богородиці у Лурді та відвідування святині прочанами. Освячення храму відбулося 15 серпня 1871 року, а 2 липня 1876 року, через кардинала Гуіперта, Архієпископа Парижа, вона отримала титул базиліки.
Храм побудований з місцевого каменю, який видобувають у Лурді. Внутрішнє декоративне оздоблення стін та арок виконане з дорогого каменю, який привозили з Ангульме. Основний вівтар і фігура Пресвятої Богородиці виконані з каррарського мармуру скульптором Кобучетом. У храмі одночасно можуть бути присутніми 1000 прочан. Велич храму підкреслюється наявністю 21 вівтаря. З 1873 року у Базиліці використовується орган на 25 регістрів, виготовлений з російського дуба. 
У 1908 році з правого та лівого боків від входу до Крипти добудували дві дзвіниці. Вони також збудовані у готичному стилі та ніби виростають з куполу Нижньої Базиліки. На дзвіницях встановлено дзвони, що час від часу виконують мелодію пісні, присвяченої Пресвятій Богородиці.

### Базиліка Святої Вервиці
Нижня Базиліка Святої Вервиці була побудована переважно для потреб хворих — калік, яких привозили з усього світу.

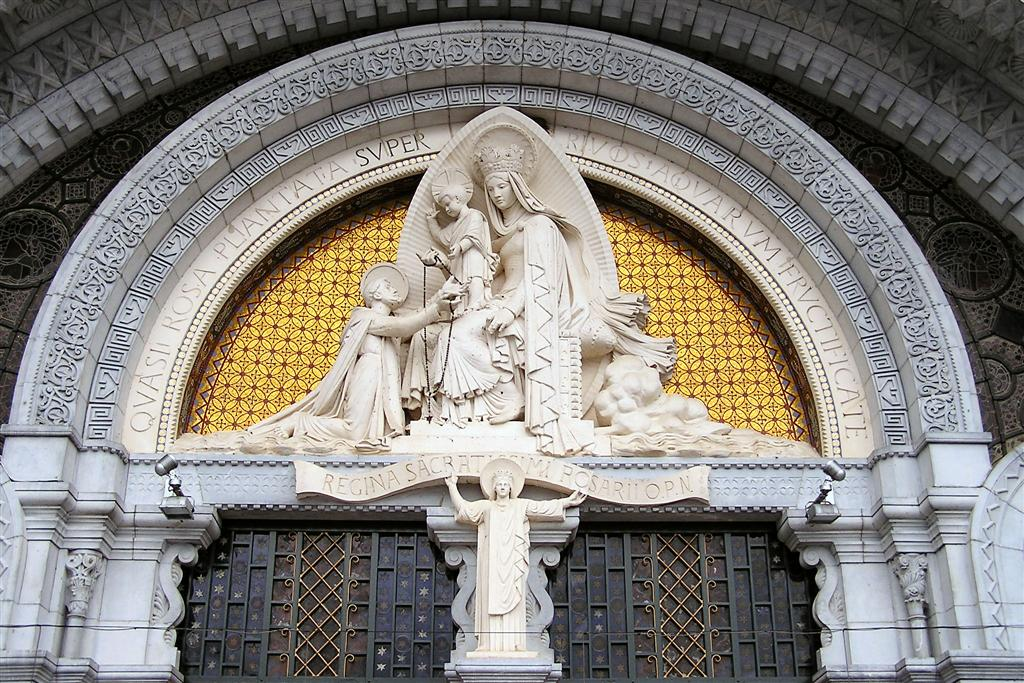
Портал над входом до Базиліки Святої Вервиці

В архітектурі та декорі помітний романсько-візантійський стиль. Щоб не закривати фасад верхніх готичних храмів, Нижню Базиліку покрили низьким візантійським куполом з позолоченою короною. Будівництво храму розпочалося у 1883 році під керівництвом архітектора Гарді. Завершили будову у 1889 році. Портал над входом у храм має цікаве фігурне зображення: маленький Ісус Христос, який сидить на руках у Пресвятої Богородиці, трохи підвівся і дарує святому Домінікові Святу Вервицю. Зліва від входу до храму розташовані каплиці святої Бернадетти, святого Паскаля Байлона та Пресвятої Богородиці Гваделупської.
Внутрішня висота храму становить 22 м, проте площа Базиліки є дуже великою — вона може вмістити 2,5 тисячі прочан, у тому числі 1,5 сидячих. Збудований храм у формі грецького хреста і розділений колонами на три нефи, ширина кожного з яких — 14 м. В храмі знаходиться 15 каплиць, оздоблених мозаїками та виконаних в одному стилі на сюжети Господніх і Богородичних свят. Органи, які функціонують дотепер, були встановлені у 1897 році та відновлені у 1972 році. Вони укомплектовані п'ятдесятьма двома регістрами при одній клавіатурі.
Освячення святині відбулося у 1901 році, а титул Базиліки Меншої (Нижньої) хрма отримав у 1929 році. Перед Базилікою щодня збираються хворі в інвалідних візочках для благословення духовенством, відправи Служби Божої, Молебнів, а щовечора — для відправи Святої Вервиці.

### Базиліка Святого Пія Х

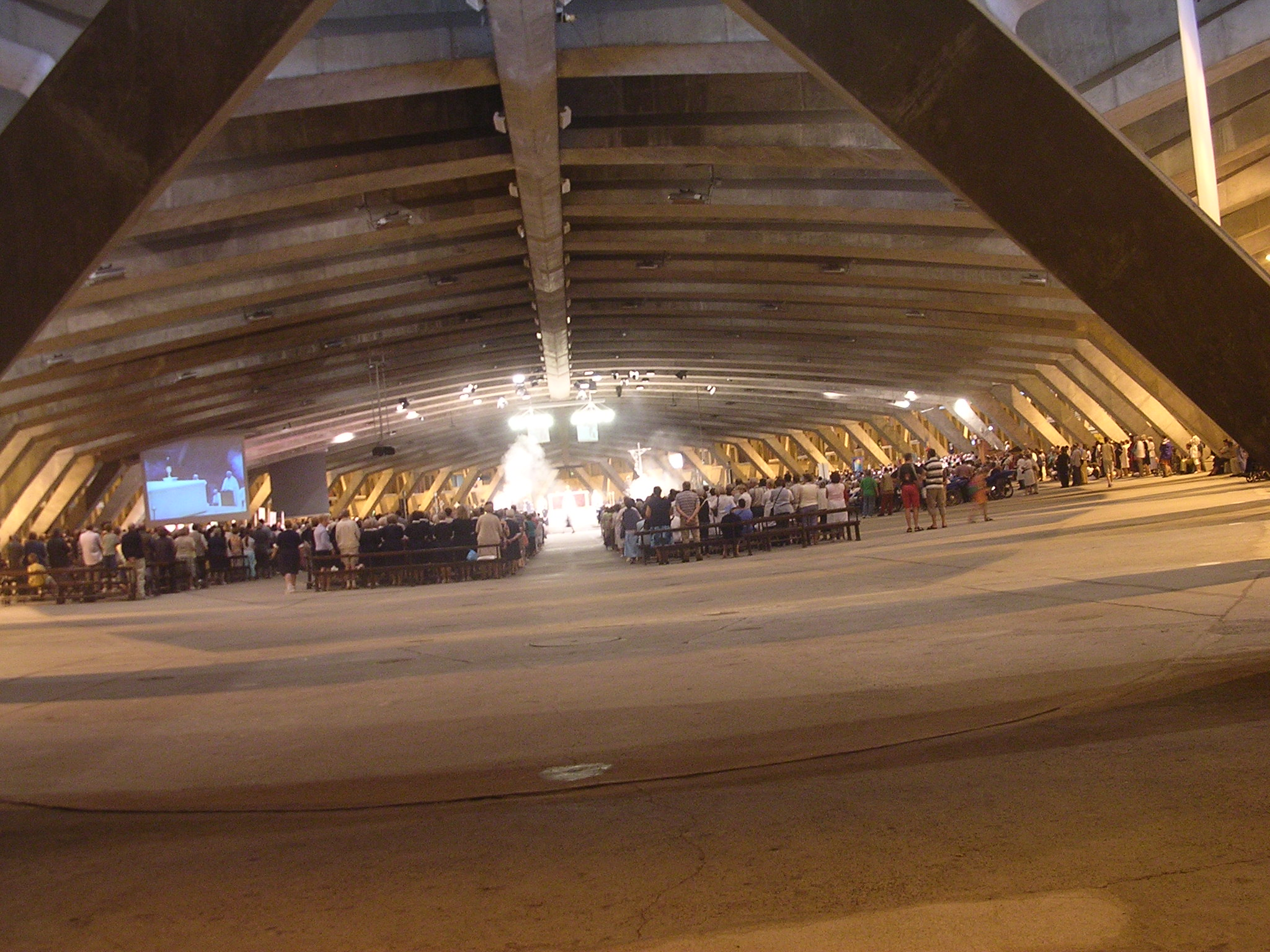
Богослужіння у Базиліці

Підземна Базиліка святого Папи Пія Х знаходиться з протилежного боку великого майдану Еспланаде, розташованого перед Базилікою Вервиці. Цей підземний храм має дуже великі розміри та може вмістити до 27000 присутніх. Ціль побудови такого великого храму витікала з того, що під час великого напливу прочан у Лурд храми не могли вмістити усіх охочих, і часто відправи проводилися на майдані, що було не завжди зручно, особливо під час негоди. Будівництво храму здійснювалося під керівництвом трьох архітекторів: П'єра Пінзарда, Андре де Лонне та П'єра Ваго. Проєктуванням освітлення храму займалися брати Сала-Малєрб. 

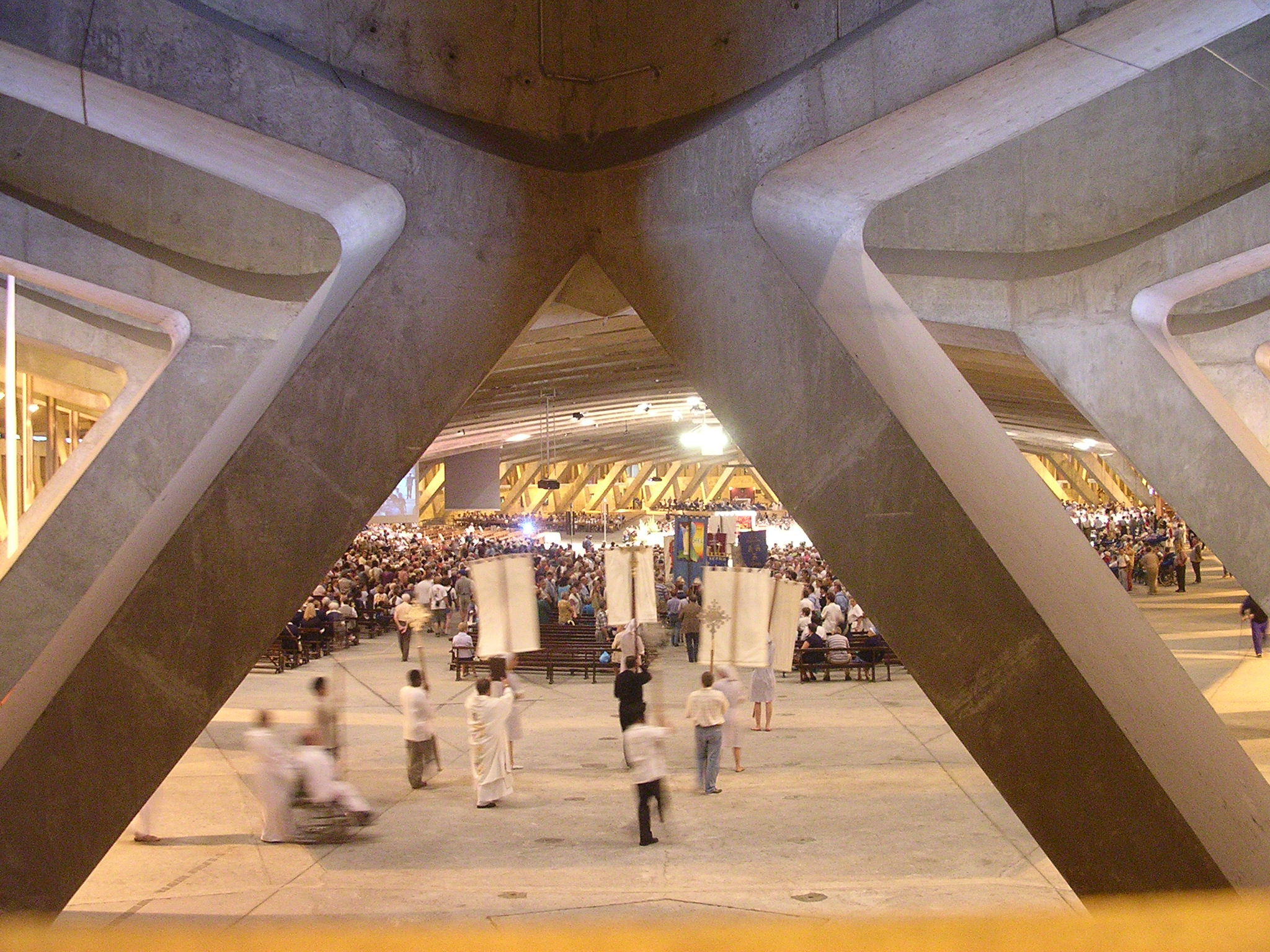
Інтер'єр Базиліки Святого Пія Х

Споруда має форму сучасного критого стадіону, в центрі якого розташований основний вівтар. Церква добре пристосована для пересування в інвалідних візочках, вкрита сіткою спеціальних доріжок. Завдяки спеціально спроєктованій системі освітлення здається, ніби через вітражі підземного храму пробивається природне денне світло. На вітражах зображено сюжети вісімнадцяти Об'явлень Бернадетти, чотирнадцяти стацій Хресної дороги Ісуса Христа, Воскресіння Христове і п'ятнадцять містерій з Базиліки Вервиці.
Підземна Базиліка була освячена й відкрита для богослужінь у 1958 році, до річниці Об'явлень Пресвятої Богородиці. Освячення провів кардинал Ронцаллі, майбутній папа Іван ХХІІІ. Назву Базиліка отримала в честь святого папи Пія Х тому, що саме він видав декрет про визнання печери Масабієль у Лурді святим місцем.

### Церква Успіння Пресвятої Богородиці
У 1968 році греко-католицький священик о. Василь Прийма отримав дозвіл на обладнання в українському стилі однієї з каплиць у Базилиці Вервиці для прочан-українців. На кошти української діаспори всього світу був розписаний вівтар каплиці з образами. Роботу виконували відомі українські маляри: О. Мазурик  з Парижа, М. Дмитерко з Детройта та Л. Денисенко з Австралії. Ця каплиця виконувала функції храму для українців до 1982 р., доки не було збудовано храм Успіння Пресвятої Богородиці Української Греко-Католицької Церкви.
Храм Успіння Пресвятої Богородиці був спроєктований архітектором Мирославом-Данилом Німцівим, розписаний під керівництвом професора Академії Красних Мистецтв з Кракова Є. Новосільського. Оригінальний іконостас є витвором рук відомого митця Петра Холодного. Храм з'єднаний з плебанією, у якій знаходяться адміністративні та господарські приміщення для пароха та всього штату обслуговчого персоналу.

### Храм Святого Серця
Парафіяльний храм Святого Серця знаходиться в адміністративному центрі міста. Храм розташований на місці старої церкви Святого Петра, у якій брали шлюб батьки Бернадетти Субіру і де вона була охрещеною. Будівництво храму розпочалося в 1875 році і було завершеним у 1903 році. У храмі знаходяться деякі старі церковні речі, якими користувалися ще в старій церкві Святого Петра.
Прикрашають храм дві величні фігури: Пречистої Діви Марії та Івана Хрестителя. При вході до храму, над портиком розміщено вісім фігур святих, яких найбільше шанують у Франції. З одного боку святий Вінсент де Поль, святий Мішель Гарікоїт, святий Кюрі д'Арс, святий Паскаль Бейон, а з іншого — свята Бернадетта Субіру, свята Женев'єва, свята Жанна д'Арк, святий Жермен де Пібрак. В портику знаходиться зображення Коронування на Царство Ісуса Христа.

### Купелі
Примітивні тимчасові споруди для купання були побудовані в 1850-х місцевими будівельниками. До 1880 було тільки два басейни, які наповнювалися ручним насосом. 1880 року дерев'яні купальні будинок містять чотирнадцять басейнів (" Piscines ") була побудована.
Французький письменник Еміль Золя відвідав святині в 1891 році і знову в 1892 році. Він писав:
А вода була не зовсім привабливо. Грот батьки боялися, що вихід навесні буде недостатньо, тому в ті часи вони мали воду в басейнах змінилася тільки два рази на день. Як кілька сотень пацієнтів пройшли через ту ж воду, ви можете собі уявити, що жахливо відстійних це було в кінці. Був у ньому все: теми крові, відторгнуті-офф шкіри, струпи, шматочки тканини і бинт, огидний суп з бід ... дивом було те, що хтось з'явився живим з цієї людської слизу. [ 6 ]
У 1897 Ювілейний паломництво до Люрду, священик Франсуа Пікар хотілося пити після довгого дня. Замість питної прісної води, він попросив помічника, щоб заповнити свою склянку з купальня, сильно забруднені з хворих паломників, які були завантажені в неї. Коли батько отримав [води], він зробив знак хреста і пили повільно, до самого кінця. Потім він повернув скла і уклав з посмішкою: "вода хороша Матері Небесної завжди смачно." [ 7 ]
Наступний набір Piscines було завершено в 1891 році, і черепичні в синій Богородиці. [ 5 ] Ця будівля була розташована поруч з місцем водопровідних кранів в наш час[коли?] і їх можна побачити на старих фотографіях домену.
Поточний ванни були побудовані в 1955 році, і модернізовані в 1972 і 1980 роках. Є 17 окремих кабін ванна, 11 для жінок і шість чоловіків. Щороку близько 350 тисяч людей використовують лазні.
Вода не нагрівається і, як правило, холодно, температура близько 12 про З (54 про F) занурення триває близько хвилини, під час якого читаються молитви і поклоніння статуї Діви вітається. Працездатні паломники допомагають один або два служителя добровольців, але нерухомі паломників іноді потрібно набагато більше фізичної допомоги. Води в кожній ванній постійно поповнюватися і оновлюватися за допомогою насоса. В наш час[коли?] поширений і постійно очищають опромінення.

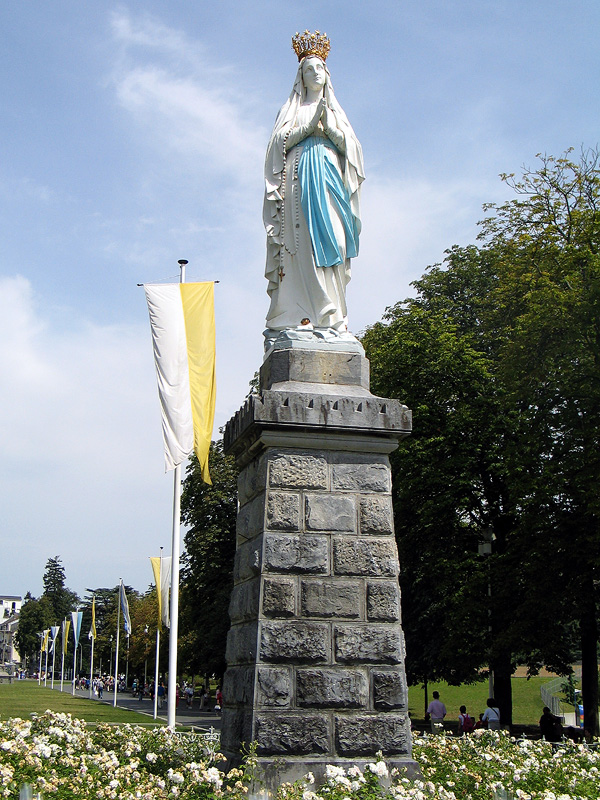
Фігура Коронованої Богородиці на постаменті

### Коронована Богородиця

Бретонське розп'яття

Фігура Пресвятої Богородиці розташована навпроти Базиліки Вервиці, з протилежного боку великого майдану. Фігура розміщена на високому постаменті. Голова Богородиці увінчана позолоченою короною. Навколо постаменту розкинулася велика клумба з трояндами, обгороджена низьким кованим плотиком — у цей плотик прочани вставляють букети квітів. Квітів так багато, що часом огорожі зовсім не видно.
Фігура Богородиці є копією скульптури, що знаходилася на цьому місці з 1877 року. Оригінал фігури роботи скульптора Раффала знаходиться в музеї святої Бернадетти в Лурді.

### Бретонське розп'яття
Бретонське розп'яття є подарунком Лурду від жителів єпархій Реннес, Квімпер, Ваннес і Сант Брук французької провінції Бретань. Розп'яття являє собою цілу скульптурну композицію. В центрі композиції стоїть двадцятиметровий хрест із двометровим розп'яттям Ісуса Христа. Внизу, навколо хреста, стоять чотири фігури: Пресвята Богородиця, свята Марія Магдалина, апостол Іван Євангеліст та святий Лонгин.
Автором Бретонського розп'яття є скульптор Хермот з міста Ланніон (1900 рік). Скульптурна композиця знаходиться неподалік від вхідної «Брами Архистратига Михаїла» у напрямку до базилік.

### Хресна дорога
Хресна дорога збудована на тому місці, де в 1885 році було поставлено хрест, який привезли з Єрусалиму. В цьому хресті була вмонтована часточка хреста, на якому був розп'ятий Ісус Христос. Тепер цей фрагмент вмонтований у центральний хрест на тринадцятій стації. Хресна дорога розмістилася на високій горі, що має назву Еспелюг та відкрита для відвідування прочанами по всій довжині з 1912 року (першу стацію було освяченю ще у 1901 році).
По схилу гори прокладена серпантинова доріжка довжиною приблизно півтора кілометри, яка веде вгору. Впродовж цього шляху по обидві сторони розміщені стації. Завершується доріжка спуском з іншої сторони гори. На вершині гори знаходиться композиція із зображенням завершення терпінь та розп'яттям Ісуса Христа.
Всі стації Хресної дороги виконані з металу скульптором Раффі та покриті бронзовою фарбою. Всього на Хресній дорозі налічується сто п'ятнадцять фігур — персонажів, учасників Хрестового походу, і вони відтворені у людський зріст.

### Родинний будинок Бернадетти Субіру
"Млин де Болі" (фр. Le Moulin de Boly) - згідно з іменем попереднього власника - впродовждесяти років (1844-1854) надавав притулок родині Бернадетти. Тут вона жила зі своїми батьками, братами і сестрами, а також з бабусею, своїми дядьками та тітками, двоюрідними братами й сестрами. 
Будинок має два поверхи. На першому розташовувані кухня спільна залі та покій для різноманітних занять, в якому члени родини ввечері молилися. На другому поверсі знаходиться кімната, де народилася Бернадетта (7 січня 1844 року) та кімната, що належала батькам дівчини. 
У теперішній час будинок є частиною музею родини Святої Бернадетти й відкритий для відвідувачів. Розташований по вулиці Бернадетти Субіру, 12.

### Замок Биу
Замок форт де Лурдес є історичний замок розташований в Лурді в Верхні Піренеї департаменті Франції. Це стратегічно розташованих біля входу в сім долин Lavedan. Воно було включено з 1933 року як пам'ятник Історичного французьким міністерством культури.
Обложені в 778 Карлом Великим, він став резиденцією графів Бігор в XI—XII століттях. У XIII столітті, він перейшов у володіння графів Шампані, частиною королівства Наварра до приїзду в корону Франції під Філіпа Красивого. Він був переданий англійську мову договір Бретіньї в 1360 році, після чого повернувся до Франції на початку XV століття після двох облог. У XVII столітті замок став королівською в'язницею, був тюрмою після французької революції, продовжуючи в цій ролі до початку XX століття, доки не став  музеєм Піренеїв (Музей Pyrénéen) (1921), яким і залишається. Це найбільший музей народного мистецтва і традицій в Піренеях.
Витоки замку повернутися в римські часи. Різні артефакти залишилися від цієї епохи (фрагменти скульптури, обітниці жертви, стіни фундаментів) були виявлені військовими інженерні роботи в XIX столітті. Проте наслідком цих робіт було знищення більшої частини древніх стін. Знахідки виставлені на сайті.
Сьогодні найстаріші стіни датуються XI і XII століттями і складаються з основи справжніх укріплень.
Замок був посилений у XIII і XIV століттях (будівництво зберегти), а потім в XVII і XVIII століть.
Нотр-Дам-дю-Шато каплиці Будинку меблів колишньої парафіяльної церкви Сен-П'єр-де Лурд, зруйнований в 1904 році. Справжній каплиця побудована з перероблених матеріалів із Сен-П'єр-де Лурдес.
Тут була культова споруда римлян, мавританська фортеця, сеньоральной резиденція графів Бигорра і замок-в'язниця. Наприкінці XIX ст. замок був викуплений міською владою і перетворений у Музей Піренеїв (Musee ругепееп) представлені костюми, музичні інструменти, знаряддя праці, колекція фаянсу, меблі, що представляє художню цінність, предмети релігійного мистецтва. Закрито для відвідування у вівторок з листопада по березень.